# In foro interno, in foro externo
De Latijnse spreuk in foro interno, in foro externo (“in het interne forum, in het externe forum”) verwijst naar de juridische en ethische overeenkomsten en verschillen tussen het interne (persoonlijke, regionale) en het externe (sociale, nationale) niveau. 
In het Romeins recht verwees het interne forum naar zaken van persoonlijk geweten, moraliteit en privébeslissingen. Het ging over zaken die niet altijd onderworpen waren aan openbaar onderzoek of juridische acties, maar toch belangrijk waren voor individuen en hun morele status. Het externe forum verwees dan naar zaken van publiek recht en burgerlijke rechtspraak. Dit waren zaken die juridische acties vereisten, onderworpen waren aan openbare rechtspraak en gevolgen hadden in de publieke sfeer.
In het canoniek recht wordt de kerkelijke jurisdictie onderscheiden in die van het interne en externe forum. Het interne forum houdt zich bezig met vragen over het geweten en welzijn van individuele christenen en hun relatie tot God (forum conscientiae). Het externe forum heeft betrekking op zaken die het publieke en sociale welzijn van de rechtspersoon raken. Ze komt bijgevolg zeer nauw overeen met de bevoegdheden die de burgerlijke magistratuur uitoefent in zaken die tot haar bevoegdheid behoren.
In gedecentraliseerde landen als België wordt met de term verwezen naar de autonome materiële verdragsbevoegdheid van de gemeenschappen en gewesten. Het werd ingevoerd in 1993 door de Vierde Staatshervorming.
Dit wil zeggen dat de gemeenschappen en gewesten zelf bevoegd zijn om verdragen te sluiten met bijvoorbeeld andere staten, maar enkel voor die aangelegenheden waarvoor de desbetreffende gemeenschap of het gewest bevoegd is. Bij wijze van voorbeeld kan de Vlaamse Gemeenschap zo een verdrag betreffende onderwijs sluiten met Nederland.
Dit doet geen afbreuk aan het feit dat de leiding van de buitenlandse betrekkingen bij de Koning blijft rusten. De Koning beschikt over een toezichtsbevoegdheid: hij moet verwittigd worden en op de hoogte worden gehouden wat betreft de procedure van totstandkoming van het verdrag. Dit zorgt voor eenheid in de buitenlandse betrekkingen. Indien het tot stand gekomen verdrag betrekking heeft op meerdere materies of aangelegenheden waardoor meerdere wetgevers bevoegd zijn, dan moet elke bevoegde wetgever het verdrag goedkeuren.
In een Europees kader kan het zijn dat een richtlijn, die omgezet moet worden in nationaal recht, uitsluitend slaat op de bevoegdheid van een deelstaat. Het is dan de deelstaat die zorgt voor de omzetting. Verzuimt de lidstaat dat te doen, dan kan de federale overheid de deelstaat in gebreke stellen, zodoende zich in de plaats stellen van de deelstaat en zorgen voor de omzetting en de kosten recupereren. Dit heet het federaal substitutierecht.